# Haplodrassus macellinus
Haplodrassus macellinus är en spindelart som först beskrevs av Tord Tamerlan Teodor Thorell 1871.  Haplodrassus macellinus ingår i släktet Haplodrassus och familjen plattbuksspindlar. Utöver nominatformen finns också underarten H. m. hebes.